# Первенство Всероссийской хоккейной лиги
Первенство Всероссийской хоккейной лиги (неофициальное сокращение — ВХЛ-Б) — третья по силе лига в системе российского хоккея (после Континентальной хоккейной лиги и Всероссийской хоккейной лиги). Образована перед началом сезона 2015/16 на базе Российской хоккейной лиги, права на проведения которой были переданы от ФХР к ВХЛ. В мае 2023 г. по финансовым причинам первенство ВХЛ прекратило своё существование.

## История

### Сезон 2017/2018
| Команда       | Город            | Арена                              | Вместимость | Основана |
| ------------- | ---------------- | ---------------------------------- | ----------- | -------- |
| Алтай         | Барнаул          | ДЗиС им. Г. С. Титова              | 3800        | 2006     |
| Кристалл      | Саратов          | ДС «Кристалл»                      | 5000        | 1947     |
| Мордовия      | Саранск          | Ледовый дворец Республики Мордовия | 3300        | 2011     |
| Ростов        | Ростов-на-Дону   | Айс Арена                          | 600         | 2004     |
| Чебоксары     | Чебоксары        | Чебоксары-Арена                    | 7500        | 2016     |
| Тамбов        | Тамбов           | Ледовый дворец Кристалл            | 1200        | 1981     |
| Юниор-Спутник | Нижний Тагил     | ЛДС им. В. К. Сотникова            | 4200        | 2011     |
| Юниор         | Курган           | ЛДС им. Н. В. Парышева             | 2500        | 2012     |
| ХК Челны      | Набережные Челны | Ледовый дворец спорта              | 1500        | 2004     |

### Сезон 2018/2019
| Команда              | Город            | Арена                              | Вместимость | Основана |
| -------------------- | ---------------- | ---------------------------------- | ----------- | -------- |
| Алтай                | Барнаул          | ДЗиС им. Г. С. Титова              | 3800        | 2006     |
| Красноярские Рыси    | Красноярск       | Арена-Север                        | 2600        | 2011     |
| Кристалл             | Саратов          | ДС «Кристалл»                      | 5000        | 1947     |
| Мордовия             | Саранск          | Ледовый дворец Республики Мордовия | 3300        | 2011     |
| Ростов               | Ростов-на-Дону   | Айс Арена                          | 600         | 2004     |
| Чебоксары            | Чебоксары        | Чебоксары-Арена                    | 7500        | 2016     |
| Южный Урал-Металлург | Орск             | Ледовый дворец «Айсберг»           | 1000        | 1956     |
| Юниор                | Курган           | ЛДС им. Н. В. Парышева             | 2500        | 2012     |
| ХК Челны             | Набережные Челны | Ледовый дворец спорта              | 1500        | 2004     |

### Сезон 2019/2020
| Команда           | Город            | Арена                     | Вместимость | Основана |
| ----------------- | ---------------- | ------------------------- | ----------- | -------- |
| Динамо-Алтай      | Барнаул          | Титов-Арена               | 4600        | 2006     |
| Красноярские Рыси | Красноярск       | Арена-Север               | 2600        | 2011     |
| Кристалл          | Саратов          | ДС «Кристалл»             | 5000        | 1947     |
| Чебоксары         | Чебоксары        | Чебоксары-Арена           | 7500        | 2016     |
| Оренбург          | Оренбург         | Ледовый дворец «Звездный» | 2500        | 2019     |
| Юниор             | Курган           | ЛДС им. Н. В. Парышева    | 2500        | 2012     |
| Челны             | Набережные Челны | Ледовый дворец спорта     | 1500        | 2004     |

### Сезон 2020/2021
| Команда           | Город            | Арена                  | Вместимость | Основана |
| ----------------- | ---------------- | ---------------------- | ----------- | -------- |
| Динамо-Алтай      | Барнаул          | Титов-Арена            | 4600        | 2006     |
| Красноярские Рыси | Красноярск       | Арена-Север            | 2600        | 2011     |
| Кристалл          | Саратов          | ДС «Кристалл»          | 5000        | 1947     |
| Чебоксары         | Чебоксары        | Чебоксары-Арена        | 7500        | 2016     |
| Юниор             | Курган           | ЛДС им. Н. В. Парышева | 2500        | 2012     |
| Челны             | Набережные Челны | Ледовый дворец спорта  | 1500        | 2004     |

### Сезон 2021/2022
| Команда           | Город            | Арена                 | Вместимость | Основана |
| ----------------- | ---------------- | --------------------- | ----------- | -------- |
| Динамо-Алтай      | Барнаул          | Титов-Арена           | 4600        | 2006     |
| Красноярские Рыси | Красноярск       | Платинум Арена        | 7000        | 2011     |
| Кристалл          | Саратов          | ДС «Кристалл»         | 5000        | 1947     |
| Чебоксары         | Чебоксары        | Чебоксары-Арена       | 7500        | 2016     |
| Челны             | Набережные Челны | Ледовый дворец спорта | 1500        | 2004     |

### Сезон 2022/2023
| Команда      | Город            | Арена                               | Вместимость | Основана |
| ------------ | ---------------- | ----------------------------------- | ----------- | -------- |
| Динамо-Алтай | Барнаул          | Титов-Арена                         | 4600        | 2019     |
| Кристалл     | Саратов          | ДС «Кристалл»                       | 5000        | 1947     |
| Феникс       | Казань           | Дворец спорта                       | 3345        | 2022     |
| Челны        | Набережные Челны | Ледовый дворец спорта               | 1500        | 2004     |
| ЦСК ВВС      | Самара           | Дворец спорта имени В. С. Высоцкого | 5000        | 1950     |

## Клубы, покинувшие лигу
| Команда              | Город          | Стадион                        | Лига                                  | Последний сезон выступлений | Примечание                                                                                                   |
| -------------------- | -------------- | ------------------------------ | ------------------------------------- | --------------------------- | --- |
| Ангел Сибири         | Тобольск       | ДС «Кристалл»                  | —                                     | 2013/2014                   | — |
| Белгород             | Белгород       | Ледовая арена «Оранжевый лёд»  | Первенство МХЛ                        | 2011/2012                   | Из-за финансовых проблем клуб принял решение перейти в Первенство МХЛ в 2012 году и выступает там до сих пор |
| Брянск               | Брянск         | Ледовый дворец спорта «Брянск» | Первенство МХЛ                        | 2013/2014                   | Выступает в НМХЛ                                                                                             |
| Буран                | Воронеж        | ДС «Юбилейный»                 | ВХЛ                                   | 2011/2012                   | Клуб перешёл в ВХЛ                                                                                           |
| Буревестник          | Екатеринбург   | КРК «Уралец»                   | —                                     | 2013/2014                   | Не закончил сезон из-за финансовых проблем                                                                   |
| Кедр                 | Новоуральск    | КСК                            | —                                     | 2013/2014                   | Расформирован                                                                                                |
| Красноярские рыси    | Красноярск     | Платинум Арена                 | Чемпионат МХЛ                         | 2021/2022                   | Клуб перешёл в МХЛ                                                                                           |
| Кристалл             | Электросталь   | ЛДС «Кристалл»                 | —                                     | 2013/2014                   | Расформирован                                                                                                |
| Кристалл-Югра        | Белоярский     | Дворец спорта                  | —                                     | 2013/2014                   | — |
| Липецк               | Липецк         | ДС «Звёздный»                  | —                                     | 2012/2013                   | Выступает в НМХЛ                                                                                             |
| Мордовия             | Саранск        | Ледовый дворец РМ              | —                                     | 2018/2019                   | Расформирован                                                                                                |
| Прогресс             | Глазов         | ЛДС «Прогресс»                 | Первенство МХЛ                        | 2013/2014                   | Клуб стал фарм-клубом Ижстали (Ижевск)                                                                       |
| Ростов               | Ростов-на-Дону | «Айс Арена»                    | ВХЛ                                   | 2018/2019                   | Клуб перешёл в ВХЛ                                                                                           |
| Славутич             | Смоленск       | Ледовый дворец СГАФКСТ         | —                                     | 2016/2017                   | Расформирован                                                                                                |
| Союз                 | Заречный       | ЛД «Союз»                      | —                                     | 2014/2015                   | Расформирован                                                                                                |
| Спутник              | Альметьевск    | ДС «Юбилейный»                 | Чемпионат МХЛ                         | 2011/2012                   | На базе клуба была создана молодёжная команда альметьевского Нефтяника                                       |
| Тамбов               | Тамбов         | ЛДС «Кристалл»                 | ВХЛ                                   | 2017/2018                   | Клуб перешёл в ВХЛ                                                                                           |
| ТХК                  | Тверь          | ДС «Юбилейный»                 | —                                     | 2011/2012                   | Расформирован                                                                                                |
| Тюменский Легион     | Тюмень         | Дворец спорта                  | Чемпионат МХЛ                         | 2013/2014                   | — |
| Феникс               | Казань         | Дворец спорта                  | -                                     | 2022/2023                   | Не закончил сезон из-за финансовых проблем                                                                   |
| Чебоксары            | Чебоксары      | Чебоксары-Арена                | –                                     | 2021/2022                   | Расформирован                                                                                                |
| Шахтёр               | Прокопьевск    | СК «Снежинка»                  | Сибирская студенческая хоккейная лига | 2012/2013                   | Из-за финансовых проблем клуб принял решение перейти в Сибирскую студенческую хоккейную лигу в 2013 году     |
| Южный Урал-Металлург | Медногорск     | Ледовый дворец «Айсберг»       | —                                     | 2018/2019                   | Расформирован                                                                                                |
| Юниор-Спутник        | Нижний Тагил   | ЛДС им. В. К. Сотникова        | —                                     | 2017/2018                   | Расформирован                                                                                                |
| Ямальские Стерхи     | Ноябрьск       | КСК «Факел»                    | —                                     | 2014/2015                   | Расформирован                                                                                                |

## Таблица призёров
| Сезон     | Чемпион                          | 2-е место                 | 3-е место                 | Победитель регулярного сезона |
| --------- | -------------------------------- | ------------------------- | ------------------------- | ----------------------------- |
| 2015/2016 | «Тамбов» (Тамбов)                | «Ростов» (Ростов-на-Дону) | «Мордовия» (Саранск)      | «Ростов» (Ростов-на-Дону)     |
| 2016/2017 | «Ростов» (Ростов-на-Дону)        | «Славутич» (Смоленск)     | «Мордовия» (Саранск)      | «Ростов» (Ростов-на-Дону)     |
| 2017/2018 | «Тамбов» (Тамбов)                | «Чебоксары» (Чебоксары)   | «Мордовия» (Саранск)      | «Ростов» (Ростов-на-Дону)     |
| 2018/2019 | «Ростов» (Ростов-на-Дону)        | «Мордовия» (Саранск)      | «Чебоксары» (Чебоксары)   | «Ростов» (Ростов-на-Дону)     |
| 2019/2020 | «Челны» (Набережные Челны)*      | «Чебоксары» (Чебоксары)*  | «Динамо-Алтай» (Барнаул)* | «Челны» (Набережные Челны)    |
| 2020/2021 | «Красноярские Рыси» (Красноярск) | «Кристалл» (Саратов)      | «Динамо-Алтай» (Барнаул)  | «Динамо-Алтай» (Барнаул)      |
| 2021/2022 | «Красноярские Рыси» (Красноярск) | «Кристалл» (Саратов)      | «Динамо-Алтай» (Барнаул)  | «Динамо-Алтай» (Барнаул)      |
| 2022/2023 | ЦСК ВВС (Самара)                 | «Динамо-Алтай» (Барнаул)  | «Кристалл» (Саратов)      | ЦСК ВВС (Самара)              |

Начиная с сезона 2018/2019 игры за 3-е место не проводились.
*Кубок Федерации 2020 не был разыгран

## Статистика выступлений
С момента основания лиги в 2015 году в Первенстве ВХЛ приняло участие 17 команд. Из них 13 команд выходили в плей-офф хотя бы в одном из сезонов.
В таблице указаны места команд по итогам регулярной части Первенства ВХЛ, а также достигнутые раунды плей-офф в каждом сезоне Первенства ВХЛ (обозначено цветом).
|                      | Команда       | 2016 | 2017 | 2018 | 2019 | 2020* | 2021 | 2022 | 2023 |
| -------------------- | ------------- | ---- | ---- | ---- | ---- | ----- | ---- | ---- | ---- |
|                      |               |      |      |      |      |       |      |      |      |
| Тамбов               | 3             | 4    | 3    | В    | В    | В     | В    | В    |      |
| Ростов               | 1             | 1    | 1    | 1    | В    | В     | В    | В    |      |
| Красноярские Рыси    | Н             | Н    | Н    | 8    | 7    | 5     | 4    | М    |      |
| ЦСК ВВС              | 5             | 6    | В    | В    | В    | В     | В    | 1    |      |
|                      | Славутич      | 4    | 3    |      |      |       |      |      |      |
| Чебоксары            |               | 7    | 4    | 3    | 2    | 2     | 5    |      |      |
| Мордовия             | 2             | 2    | 2    | 2    |      |       |      |      |      |
| Кристалл (Саратов)   | В             | В    | 7    | 4    | 6    | 3     | 2    | 3    |      |
| Динамо-Алтай         | 6             | 9    | 8    | 7    | 3    | 1     | 1    | 2    |      |
|                      | Юниор         | Н    | Н    | 6    | 5    | 4     | 6    |      |      |
| Челны                | Н             | 5    | 5    | 6    | 1    | 4     | 3    | 4    |      |
|                      | Юниор-Спутник | 8    | 8    | 9    |      |       |      |      |      |
| Оренбург             |               |      |      |      | 5    |       |      |      |      |
|                      | Сокол         | 7    |      |      |      |       | Н    | Н    | Н    |
| Кристалл-Юниор       | 9             | 10   |      |      | Н    |       | Н    | Н    |      |
| Южный Урал-Металлург | Н             | Н    | Н    | 9    |      |       |      |      |      |
| Феникс               |               |      |      |      |      |       |      | 5    |      |

| Цвет         | Значение                                 |
| ------------ | ---------------------------------------- |
| Красный      | Чемпион                                  |
| Жёлтый       | Вице-чемпион                             |
| Зелёный      | Полуфиналист чемпионата                  |
| Синий        | Участник 1/4 финала чемпионата           |
| Светло-серый | Команда, не прошедшая в плей-офф         |
| Серый        | Команда, не принимающая участие в сезоне |

* Сезон 19/20 не был завершен из-за пандемии коронавируса.